# Yan Cabral
Pour les articles homonymes, voir Cabral.
Yan Cabral (né le 13 mai 1983 à Rio de Janeiro, Brésil) est un combattant d'arts martiaux mixtes, grappler et ceinture noire 4e degré de jiu-jitsu brésilien affilé à l'équipe Nova União. Ancien combattant de l'UFC, Cabral s'entraînait aux arts martiaux mixtes (MMA) et combattait dans la catégorie des poids légers. Entraîneur principal de l'Association Aranha, Cabral entraîne dans son académie à Barcelone.

## Carrière en arts martiaux mixtes

### Origines et début de carrière
Yan Cabral a commencé à s'entrainer en MMA avec l'équipe Nova Uniao, en compagnie de combattants comme Léonardo Santos, le champion des poids plumes de l'UFC José Aldo, ainsi que le champion des poids coqs de l'UFC Renan Barao.
Cabral a fait ses débuts professionnels en MMA en combattant au Luxembourg en décembre 2007. Au cours des quatre années suivantes, il se construit rapidement un palmarès d'invincibilité de 10-0. Toutes ses victoires sont par soumission, Cabral n'ayant jamais dépassé le troisième round dans aucun de ses combats.

### DREAM
En 2011, Cabral a signé avec l'organisation DREAM pour concourir dans la division des poids welter. Pour ses débuts, il a affronté Kazushi Sakuraba lors du Dream.17. Cabral a remporté le combat par soumission au deuxième tour, ce qui lui a valu sa victoire la plus prestigieuse.

### The Ultimate Fighter: Brésil
En mars 2013, il est révelé que Cabral a été choisi pour intégrer le casting de l'émission The Ultimate Fighter: Brazil 2. Il remporte son combat éliminatoire afin d'intégrer la maison du TUF, en battant Ronaldo Oliveira Silva par étranglement arrière (RNC). Il a ensuite été sélectionné comme membre de l'équipe Werdum, et bat David Vieira avant de devoir quitter l'émission à cause d'une fracture à la main. A ce moment là, Cabral possédait un record en MMA de 12 victoires, toutes par soumission.

### Ultimate Fighting Championship
Cabral a fait ses débuts officiels à l'UFC lors de l'UFC Fight Night: Maia contre Shields, où il a battu David Mitchell par décision unanime.
Lors de son deuxième combat pour l'organisation, Cabral a affronté Zak Cummings à l' UFC Fight Night : Brown contre Silva . Bien qu'il ait contrôlé Cummings au sol pendant une grande partie du combat, il perd le combat par décision unanime.
Cabral est revenu le 25 octobre 2014 à l'UFC 179, où il a affronté Naoyuki Kotani . Cabral a remporté le combat par étranglement arrière au second round.
Cabral devait affronter Mairbek Taisumov le 24 janvier 2015 à l'UFC sur Fox 14. Cependant, Cabral a été retiré du combat pour des raisons non divulguées et a été remplacé par la nouvelle recrue de l'UFC Anthony Christodoulou.
Cabral devait affronter KJ Noons le 30 mai 2015 à l'UFC Fight Night 67. Cependant, il est contraint de renoncer au combat après avoir contracté la dengue et est remplacé par Alex Oliveira.
Cabral a affronté Johnny Case le 7 novembre 2015 à l'UFC Fight Night 77. Il a perdu le combat par décision unanime. Cabral a ensuite affronté Reza Madadi le 8 mai 2016 à l'UFC Fight Night 87. Il perd le combat par TKO au troisième round après avoir subi un uppercut brutal. À la suite de sa défaite contre Madadi, Cabral n'a pas été conservé par l'UFC.

### Après l'UFC
En janvier 2017, Yan Cabral retourne dans l'octogone pour affronter Zalimkhan Yusupov au World Kings Glory MMA 2. Cabral démontre un jiu jitsu de haut niveau pour remporter rapidement le combat par étranglement arrière. Il revient ensuite en décembre 2017, pour un deuxième combat en Chine. Il affronte Peng Yang au Legend King Championship 4 et gagne par soumission.
Il devait affronter John Maguire en mai 2020 à Madrid mais le combat a été annulé à cause de la crise du coronavirus.
Cabral fait son retour en mai 2024, pour l'AFL 34 contre Mauricio Otalora, à Badalona, une ville proche de Barcelone où vit Cabral. Il remporte le combat par TKO. À la suite de sa victoire, il prend sa retraite du MMA à l'âge de 41 ans, entouré de son équipe et de sa famille.

## Compétitions et palmarès

### Jiu Jitsu brésilien
Principales réalisations (en ceinture noire adulte) :
- Champion de la Coupe du Monde CBJJO (2009[réf. nécessaire]</link> )
- 2ème place au Championnat du Monde CBJJO (2008)[réf. nécessaire]</link> )
- 2ème place au Championnat d'Europe IBJJF (2009 [17] / 2007 [18] )

Principales réalisations (en ceinture noire Master 1) :
- Champion du monde ACB (2019)
- 2e place au Championnat du monde Masters à Abu Dhabi (2020)
- Vainqueur du Grand Slam AJP - Abu Dhabi (2020)
- Vainqueur du Grand Slam AJP - Los Angeles (2019)
- 2e place au Grand Slam AJP - Tokyo (2019)
- 2e place au Grand Slam AJP - Moscou (2019)